# Rectostipulina
Rectostipulina es un género de foraminífero bentónico de la familia Syzraniidae, de la superfamilia Robuloidoidea, del suborden Lagenina y del orden Lagenida. Su especie tipo es Rectostipulina quadrata. Su rango cronoestratigráfico abarcaba desde el Wuchiapingiense hasta el Changhsingiense (Pérmico superior).

## Clasificación
Rectostipulina incluye a las siguientes especies:
- Rectostipulina pentamerata †
- Rectostipulina quadrata †
- Rectostipulina syzranaeformis †